# Ignacio Hierro
Ignacio Hierro (Cidade do México, 22 de junho de 1978) é um ex-futebolista profissional mexicano que atuava como defensor.

## Carreira
Ignacio Hierro integrou a Seleção Mexicana de Futebol na Copa América de 2001.

## Títulos
Seleção Mexicana
- Copa América de 2001: Vice